# Bathyraja tzinovskii
Bathyraja tzinovskii är en rockeart som beskrevs av Vladimir Nikolaevich Dolganov 1983. Bathyraja tzinovskii ingår i släktet Bathyraja och familjen egentliga rockor. IUCN kategoriserar arten globalt som livskraftig. Inga underarter finns listade.